# Cabin in the Sky (Curtis-Fuller-Album)
Cabin in the Sky ist ein Jazzalbum von Curtis Fuller. Die am 24. und 25. April 1962 im Rudy Van Gelder Studio, Englewood Cliffs, New Jersey entstandenen Aufnahmen erschienen 1962 auf Impulse! Records. Das Album enthielt Songs aus dem Musical Cabin in the Sky (1940) bzw. dessen Filmversion Ein Häuschen im Himmel von 1943. Der Jazzposaunist wurde begleitet von einem Orchester unter der Leitung von Manny Albam.

## Hintergrund
Cabin in the Sky war nach Soul Trombone and the Jazz Clan (#AS-13) das zweite Album des Posaunisten Curtis Fuller für das junge Plattenlabel Impulse! Records unter der Leitung des Produzenten Bob Thiele. Dieser hatte Fuller vorgeschlagen, diesmal eine LP mit Streicherbegleitung einzuspielen, und Fuller schlug darauf die Musik aus dem Musical Cabin in the Sky vor, die größtenteils von Vernon Duke and John La Touche stammte. Für das Projekt wurde der Arrangeur Manny Albam rekrutiert; Fuller war mit dieser Wahl Thieles einverstanden, auch wenn er selbst lieber Quincy Jones den Auftrag für die Arrangements gegeben hätte, mit dem er 1960/61 gearbeitet hatte. Fuller erhielt jeweils drei Stunden Studiozeit zur Verfügung gestellt um sowohl mit dem Streicher- als auch mit einem Blechbläser-Ensemble aufzunehmen. Das sechsköpfige Streicherensemble bestand aus Musikern des New York Philharmonic Orchestra. Der Bläsergruppe gehörten u. a. bekannte Sessionmusiker an wie Bernie Glow, Freddie Hubbard, Ernie Royal, Jimmy Buffington, Wayne Andre, Kai Winding, Bob Brookmeyer und Harvey Phillips.
Ashley Kahn schrieb in seinem Buch The House That Trane Built: The Story of Impulse Records (2006), auch wenn das Werk positive Rezeption in der damaligen Jazzpresse erfahren habe, war für Curtis Fuller der Vertrag des Plattenlabels Impulse! eine herbe Enttäuschung. Als er bemerkte, dass das Mutterlabel ABC-Paramount wenig unternahm, um das Album zu promoten, beendete er seine Verbindung mit Impulse! Records, auch wenn er als Sideman weiterhin für das Label arbeiten sollte, wie für Freddie Hubbards Alben The Artistry of Freddie Hubbard (1962) und The Body and the Soul (1963).
Fuller sollte erst wieder 1971 ein Album unter eigenem Namen einspielen; dies war Crankin’, mit Bill Hardman, Ramon Morris, George Cables, Bill Washer (Gitarre), Stanley Clarke und Lenny White.

## Titelliste
- Curtis Fuller: Cabin in the Sky (Impulse Records A/AS 22)

1. The Prayer / Taking a Chance on Love (George Bassman, Roger Edens / Duke, La Touche, Ted Fetter) – 4:42
2. Cabin in the Sky – 3:53
3. The Old Ship of Zion (Traditional) – 3:15
4. Do What You Wanna Do – 4:05
5. Honey in the Honeycomb – 3:17
6. Happiness is a Thing Called Joe (Harold Arlen, Yip Harburg) – 5:45
7. Savannah – 2:39
8. Love Turned the Light Out – 3:39
9. In My Old Virginia Home (On the River Nile) – 3:32
10. Love Me Tomorrow (But Leave Me Alone Today) / The Prayer (Duke, La Touche / Bassman, Edens) – 5:18

Sofern nicht anders angegeben, stammen alle Kompositionen von Vernon Duke and John La Touche.

## Rezeption
Im Down Beat wurde das Album besprochen und erhielt drei Sterne. Bei Allmusic erhielt das Album gleichfalls drei Sterne.